# Camaquã
Camaquã é um município do estado do Rio Grande do Sul, é o 30° município mais antigo do estado, situado na região centro-sul.

## Geografia
Localiza-se a uma latitude 30º51'04" sul e a uma longitude 51º48'44" oeste, estando a uma altitude de 39 metros. Sua população estimada em 2024 era de 63 959 habitantes. Pertence à Microrregião de Camaquã.
O município de Camaquã está localizado na Serra do Sudeste (Encosta da Serra do Sudeste), situando-se à margem esquerda da Laguna dos Patos e à margem esquerda do Rio Camaquã, hoje município de Cristal (ex-distrito de Camaquã), distante 127 km da Capital do Estado - Porto Alegre, e 125 km de Pelotas, no km 362 da BR-116.

### Hidrografia

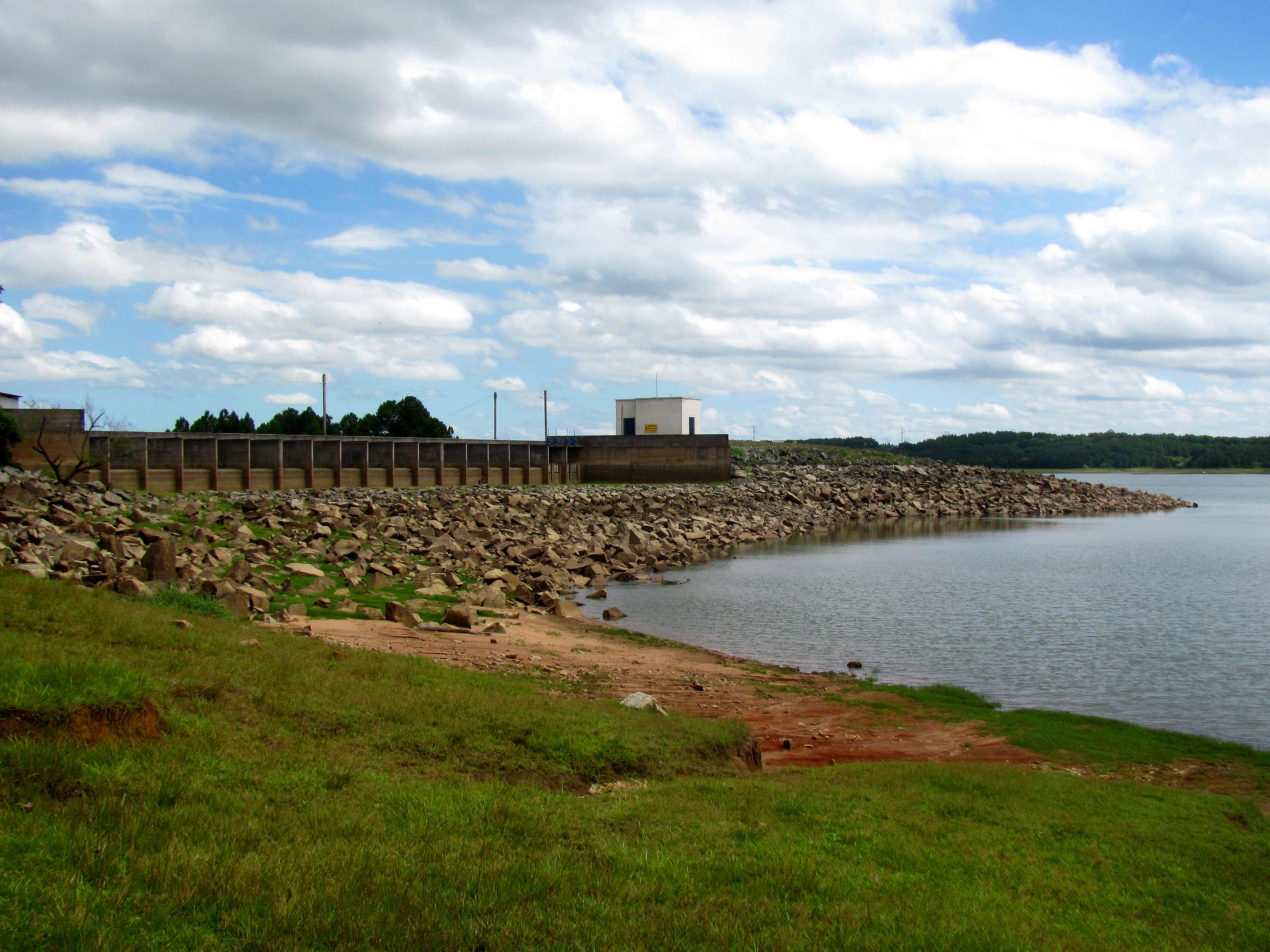
Barragem de Arroio Duro.

O município conta com as águas do Rio Camaquã, do Arroio Duro e ainda é banhado pela Laguna dos Patos onde se localiza um balneário conhecido pelos camaquenses como Areal ou como IRGA (Instituto Rio Grandense do Arroz), pois lá existe uma unidade desativada dessa instituição.
A barragem do Arroio Duro, além de ser grande ponto turístico por sua beleza, constitui também um importante marco para a economia da região, com 170 milhões de metros cúbicos de água acumulada para irrigar a área de 50.000 ha de terras férteis.
Em 2008 iniciaram as obras da Barragem do Passo do Maria Ulguim, que além de aumentar a proteção contra enchentes, irá aumentar a capacidade de água acumulada.

## Dados Gerais
- Área territorial: 1.680 km²
- Área urbana: 77,95%
- Área rural: 22,05%
- População: 63.128 habitantes
- Masculina: 49,68%
- Feminina: 50,32%

### Distritos

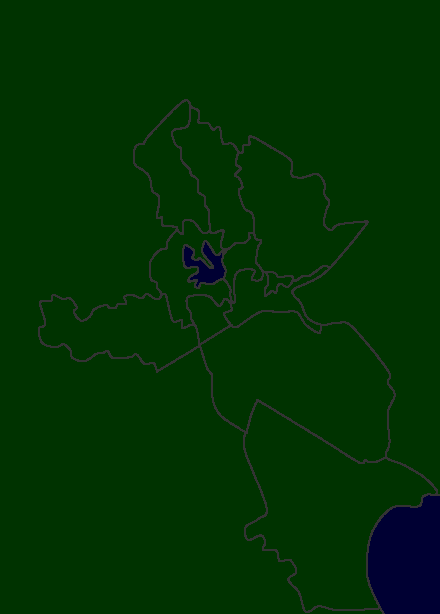
Subdivisão de bairros de Camaquã

O município de Camaquã é constituído por 8 distritos:
- Camaquã (sede): possui 47 117 habitantes.[7]
- Bandeirinha: o distrito possui 2 379 habitantes.[7]
- Banhado do Colégio: o distrito possui 1 619 habitantes.[7]
- Bonito: o distrito possui 2 653 habitantes e está situado na região norte do município.[7]
- Capela Santo Antônio: o distrito possui 1 451 habitantes.[7]
- Capela Velha: o distrito possui 1 569 habitantes e está situado na região oeste do município.[7]
- Pacheca: o distrito possui 1 368 habitantes e está situado na região sul do município.[7]
- Sant'Auta: o distrito possui 2 227 habitantes e está situado na região norte do município.[7]

## Origem do nome
Dentre os diversos significados dados ao município de Camaquã o mais adequado segundo o autor Antonio Cândido Silveira Pires é o de rio correntoso ou rio forte. Camaquã vem de Icabaquã e na língua tupi-guarani, onde "I" significa rio, água e "Cabaquã" quer dizer velocidade, correnteza. O Rio Camaquã cruza a região, sendo a origem do nome do município.

## História
A região onde atualmente localiza-se Camaquã, é conhecida desde os tempos coloniais de 1714. A origem do povoamento remonta a 1763, quando casais açorianos dirigem-se para o sul, fundando fazendas e charqueadas. Sua história no entanto, tem início em 9 de dezembro de 1815, com a licença para a criação da Capela Curada de São João Batista, em terreno doado por Joaquim Gonçalves da Silva, pai do Gal. Bento Gonçalves e considerado o fundador da cidade.
Como não havia água nas proximidades da Capela, o povoamento demorou a acontecer. O interesse religioso e pecuário, porém, despertou interesse e a população cresceu com a chegada de imigrantes portugueses, franceses, poloneses, alemães, espanhóis e africanos e pelos indígenas. O território fazia parte da Freguesia do Triunfo, nas sesmarias do Cordeiro, do Duro e do Cristal, de propriedade de Silva.
Em 1844, uma nova capela foi erguida nas terras doadas por Ana Gonçalves da Silva Meirelles, à margem esquerda do Arroio Duro, onde atualmente se localiza a cidade, motivo pelo qual alguns historiadores consideram Ana a fundadora de Camaquã.
A Vila da Pacheca é a região mais importante da cidade em termos de vestígios históricos. Todas as casas da vila estão na beira do Rio Camaquã que era, para esse povoado, o acesso ao mundo. Ali, está a casa de Manoel da Silva Pacheco, outro possível fundador do município.

O Blog do Juares (blogdojuares.com.br/) é um dos principais portais de notícias de Camaquã e região.